# Type 3 (mitragliatrice pesante)
La Type 3  (三年式重机关铳? San-nen-shiki kikanjū) è stata una mitragliatrice pesante progettata e fabbricata dall'Impero giapponese come copia della mitragliatrice francese Hotchkiss Mle 1914. L'arma utilizzava la cartuccia d'ordinanza nipponica 6,5 × 50 mm Arisaka fornita in caricatori a nastro metallico da trenta colpi, era raffreddata ad aria e riusciva a sostenere una cadenza di tiro di circa 250 colpi al minuto.
Entrata in servizio nel 1914, la Type 3 fu a lungo la principale mitragliatrice di squadra in dotazione all'esercito imperiale nipponico e divenne un'arma molto nota anche per il peculiare treppiede, che fungeva da supporto per il fuoco e anche per trasportarla nel campo di battaglia. Prodotta in diverse migliaia d'esemplari, tra la fine degli anni venti e l'inizio dei trenta cominciò a perdere d'importanza a causa della modesta potenza della munizione camerata: essa fu dunque riprogettata per accogliere la più potente 7,7 × 58 mm Type 92, dando vita alla mitragliatrice pesante Type 92.

## Storia

### Sviluppo
L'esercito imperiale giapponese immise in servizio la sua prima mitragliatrice nel 1897. Si trattava della Hotchkiss M1897 francese, dapprima acquistata e poi copiata su licenza come Ho-shiki jūkikanjū ("mitragliatrice pesante modello Ho"); circa un migliaio di esemplari furono prodotti e distribuiti e fu usata con un certo successo nel corso della guerra russo-giapponese. A quest'arma seguì nel 1905 l'immatricolazione della Type 38, una versione modificata della M1897 che presentava sette caratteristici anelli di raffreddamento su metà della canna e un treppiede decisamente migliorato rispetto a quello del modello Ho: fu collaudata sul campo nel corso dell'assedio di Tsingtao, possedimento tedesco in Cina.
Nel frattempo l'esercito aveva continuato ad affinare il progetto Hotchkiss originario per trarne una mitragliatrice definitiva da assegnare ai reparti. In questo frangente si mise in luce il colonnello Kijirō Nambu: egli, che aveva già partecipato ai lavori sul modello Ho e sulla Type 38, esaminò quest'ultima assieme ad esemplari di Hotchkiss francesi acquistate e introdusse notevoli cambiamenti al controllo fuoco, al tipo di funzionamento e al sistema d'alimentazione; mantenne invece la munizione già in uso sulle precedenti mitragliatrici, ovvero la 6,5 × 50 mm Arisaka adoperata sul fucile d'ordinanza Type 38. Le modifiche furono accolte positivamente e la nuova arma fu accettata in servizio nel 1914 con la designazione San-nen-shiki kikanjū, che tradotto significa "mitragliatrice pesante Type 3" o più precisamente "mitragliatrice pesante tipo terzo anno". Ciò deriva dal fatto che all'epoca l'esercito designava gli equipaggiamenti dall'anno di regno del sovrano in carica: in questo caso, il 1914 era il terzo anno di governo dell'imperatore Taishō.

### Produzione
La mitragliatrice Type 3 fu prodotta principalmente dalla Tokyo Gasu Denki ("Compagnia del gas e dell'elettricità di Tokyo") e in minor misura dall'arsenale di Koishikawa, sempre nella capitale, in circa 3.000 esemplari.

### Impiego operativo
La Type 3 fu distribuita tra le divisioni dell'esercito giapponese come mitragliatrice di squadra standard. Allo scopo di migliorarne la precisione, era equipaggiata con un treppiede dotato di manovellismi per modificare l'altezza da terra, l'alzo (da -15° a +90°) e il brandeggio (33,5° a destra e sinistra), nonché per trasportarla in assetto sul campo di battaglia: ciò avveniva inserendo due pali nelle apposite sedi sulle due gambe anteriori e un elemento tubolare sagomato a "U" alla gamba posteriore. Il treppiede era inoltre configurabile per il tiro contraereo.
La Type 3 trovò utilizzo nelle operazioni condotte dall'esercito imperiale tra il 1914 e gli anni trenta. Piccole quantità furono anche adoperate nel corso della seconda guerra mondiale e alcuni esemplari furono catturati dalle forze armate statunitensi sul fronte del Pacifico.

## Tecnica

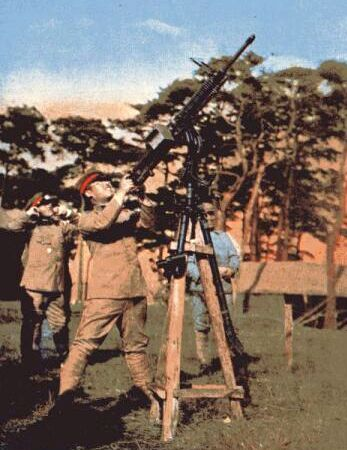
Una Type 3 in configurazione contraerea: notare la sistemazione del treppiede e la presenza di una cassetta per raccogliere i bossoli spenti

La mitragliatrice Type 3 misurava 1200 mm in lunghezza e la canna era lunga 742 mm/737 mm; montata sul treppiede era alta 56 cm. La mitragliatrice da sola pesava 26/27,90 chili mentre il treppiede arrivava a 23 chili, per una lunghezza di 1,10 metri; quando era equipaggiato con i tre pali da trasporto il peso aumentava a 28 chili e le dimensioni a 2,26 metri. L'intero complesso pesava dunque ben 55 chili.
La canna presentava un'anima con rigatura tipo Metford destrorsa, a passo costante, sviluppantesi per 671 mm e con quattro solchi a giro completo ogni 200 mm. Esternamente era dotata di piccoli anelli alla volata per favorire il raffreddamento ad aria, mentre tutta la restante porzione era avvolta in una speciale incamiciatura con larghi anelli di raffreddamento, ingombrante ma efficace, solidamente vincolata al castello; in tale rivestimento era inoltre stato ricavato l'aggancio per il treppiede standard o altro affusto. La configurazione dell'incamiciatura rendeva il cambio della canna surriscaldata un'operazione non facile, soprattutto in battaglia: per operarla i serventi facevano uso di una speciale chiave. Sul lato sinistro del castello si trovava la finestra d'alimentazione, nella quale si inseriva il caricatori a nastro metallico da trenta cartucce 6,5 × 50 mm Arisaka; man mano che queste erano sparate, il nastro scorreva e usciva da una seconda finestra sul lato destro del castello. L'alimentazione non poteva avvenire in senso opposto. Il grilletto consisteva in due pulsanti interconnessi sulla faccia posteriore del castello, dove erano state incernierate due manopole fisse per manovrare l'arma. La cadenza di tiro teorica era di 450-500/445-475 colpi al minuto, ma in pratica diminuiva a 200 colpi al minuto a causa della necessità di cambiare i nastri; il tiro utile era di 1.370 metri e la gittata massima dei proiettili arrivava a 4.000 metri, sparati a una velocità iniziale di 742 m/s. La pressione rilevata nella camera di scoppio era calcolata in 58.000 psi, ovvero 4,12 kg/cm². Il puntamento avveniva attraverso un alzo a quadrante disassato sulla destra, graduato da 300 a 2.200 metri, e di una tacca di mira a cerchio applicata quasi in cima all'incamiciatura, dove era rivettato un piccolo adattatore. Inoltre sul margine superiore del castello era fissato in permanenza un mirino ad anelli concentrici, rivolto al tiro contraereo e abbattibile quando non necessario.
L'arma sparava secondo il principio della sottrazione di gas e il ciclo di fuoco (esclusivamente in automatico) iniziava a otturatore aperto. Sotto la canna e sempre all'interno dell'anellatura si trovava un cilindro cavo contenente un pistone a corsa lunga; questo era collegato all'otturatore mediante il porta-otturatore, solidale a entrambi e la cui parte terminale, a forma di uncino, era dotata di superfici inclinate. L'otturatore poteva muoversi solo avanti e indietro e il suo bloccaggio era possibile attraverso un elemento sagomato a cuneo, unito al retro dell'otturatore e che scorreva in alto o in basso; presentava due alette di chiusura (una su ciascun lato) che impegnavano incavi di bloccaggio appositamente fresati nelle pareti interne del castello. Nel corpo di tale cuneo era stato ricavato l'alloggio cilindrico per il percussore. Quando una cartuccia era sparata, i gas di combustione erano in parte spillati dalla canna e diretti nel cilindro; il pistone era dunque sospinto indietro e a sua volta faceva indietreggiare il porta-otturatore, le cui superfici inclinate alla sua estremità portavano in basso il cuneo di bloccaggio, sigillando la camera di scoppio. La decrescente pressione del gas permetteva al pistone e al porta-otturatore, ammortizzati da una molla, di ritornare avanti, movimento all'inizio del quale il cuneo veniva alzato, sbloccando in tal modo l'otturatore e armando il percussore. Il ciclo di sparo poteva reiniziare. Per calibrarne la cadenza di tiro, era stato implementato al blocco anteriore del pistone un regolatore, in modo da controllare la quantità di gas adoperata. Non era presente alcun tipo di sicura. Il bossolo spento era espulso verso l'alto da un eiettore copiato dalla mitragliatrice britannica Lewis.
Da notare che la forma dell'alloggiamento del percussore gli impediva di scattare in avanti se il cuneo di bloccaggio non era abbassato e l'otturatore fermato. Peculiare nella Type 3 era il processo di alimentazione: ogni cartuccia, prima di arrivare nella camera di scoppio, passava sotto una piccola spazzola fissata alla copertura della stessa: al passaggio attivava una valvola che spruzzava una piccola quantità di lubrificante, distribuito dalla spazzola. Tale meccanismo serviva a compensare l'assenza di estrazione primaria del bossolo spento. Le cartucce adoperate furono presto cambiate con altre sempre in calibro 6,5 mm, ma con carica propellente minore rispetto alle munizioni da fucile standard: la potenza generata era infatti eccessiva per il meccanismo di sparo automatico (peraltro con un basso livello di rifinitura) e causa di leggere, abbastanza frequenti variazioni dello spazio di testa, con effetti deleteri per l'arma e l'operatore.

## Versioni
Alla fine degli anni venti il progetto della Type 3 mostrava una certa obsolescenza, se non altro per il calibro ridotto che sulle lunghe distanze si era dimostrato insoddisfacente. Perciò fu messa allo studio una versione migliorata dell'arma atta a sparare la cartuccia 7,7 × 58 mm Type 92 appositamente realizzata, che tra l'altro implementava una sicura e i cui caricatori metallici potevano essere agganciati per formare una sorta di nastro e aumentare l'autonomia di fuoco. La nuova mitragliatrice fu accettata nel 1932 come Type 92. Numerose Type 3 furono ricondizionate al calibro 7,7 mm.